# Azt mondta az anyukám / Rózsafák
Az Azt mondta az anyukám / Rózsafák az Omega együttes lemeze 1968-ból. A zeneszerző mindkét dal esetében Presser Gábor, a szövegek S. Nagy István művei. Az első dal az együttes egyik legismertebb slágere. A szöveg a hippi-korszakot idézi, melyben divat volt a hosszú haj fiúk esetében is, amit nem néztek éppen jó szemmel. 

## Megjelenések
- 1968 SP
- 1984 Legendás kislemezek LP
- 1992 Az Omega összes kislemeze 1967–1971 CD
- 2003 Trombitás Frédi és a rettenetes emberek CD – bónuszdalok

## Dalok
A: Azt mondta az anyukám (Presser Gábor – S. Nagy István)
B: Rózsafák (Presser Gábor – S. Nagy István)

## Az együttes tagjai
- Benkő László – ének (B), billentyűs és fúvós hangszerek
- Kóbor János – ritmusgitár, vokál
- Laux József – dob, ütőhangszerek
- Mihály Tamás – basszusgitár, vokál
- Molnár György – gitár
- Somló Tamás – ének (A)
- Presser Gábor – billentyű, vokál